# Wolfgang Küßwetter
Wolfgang Küßwetter (* 27. Juli 1940 in München; † 11. November 1998 in Tansania) war ein deutscher Orthopäde und Hochschullehrer.

## Leben
Küßwetters Familie wurde im Zweiten Weltkrieg nach Linderhof evakuiert. Von dort zog sie nach Ramsau bei Berchtesgaden. Der Vater Georg Küßwetter war Forstmeister und wurde durch den nach ihm benannten "Küßwetter-Prozess" deutschlandweit bekannt. Georg Küßwetter war Angehöriger des Corps Hercynia München, stand aber auch dem Corps Suevia München im Ringen mit den Nationalsozialisten bei. Dafür wurde ihm 1946 als einzigem im 20. Jahrhundert das Schwabenband verliehen. Auch Georgs Sohn Wolfgang Küßwetter wurde als Medizinstudent beim Münchner Corps Suevia aktiv.
Seit dem Herbst 1959 studierte Wolfgang Küsswetter an der Ludwig-Maximilians-Universität und der Universität Innsbruck Medizin. Im ersten Semester wurde er bei Suevia aktiv. Mit einer Doktorarbeit bei Max Lange wurde er 1966 in München zum Dr. med. promoviert. 1968 ging er als Medizinalassistent für ein Jahr nach Südafrika, um in der Akutchirurgie Erfahrungen zu sammeln. Von 1969 bis 1971 arbeitete er als Sekundararzt bei Jörg Böhler am Unfallkrankenhaus Linz. 1971 begann Küßwetter seine orthopädische Ausbildung an der Staatlichen Orthopädischen Klinik München. Seit 1974 Facharzt für Orthopädie, habilitierte er sich 1977 bei Alfred Nikolaus Witt an der Ludwig-Maximilians-Universität. Er wurde Privatdozent und erhielt die Lehrbefugnis für das Fach Orthopädie. 1978 nahm er eine C 3-Professur an der Orthopädischen Klinik der Julius-Maximilians-Universität Würzburg an. Er wurde Leitender Oberarzt bei August Rütt. 1986 berief ihn die Eberhard Karls Universität Tübingen auf ihren Lehrstuhl für Orthopädie. Als geschäftsführendem Direktor der Universitätsklinik gelang es ihm in kürzester Zeit, die Klinik mit dem Aufbau der Wirbelsäulenchirurgie, Endoprothetik, Tumor- und Rheumaorthopädie klinisch und wissenschaftlich neu zu strukturieren. 1988–1990 war er Prodekan und Dekan der Medizinischen Fakultät. 1997 leitete er den Deutschen Sportärztekongress.

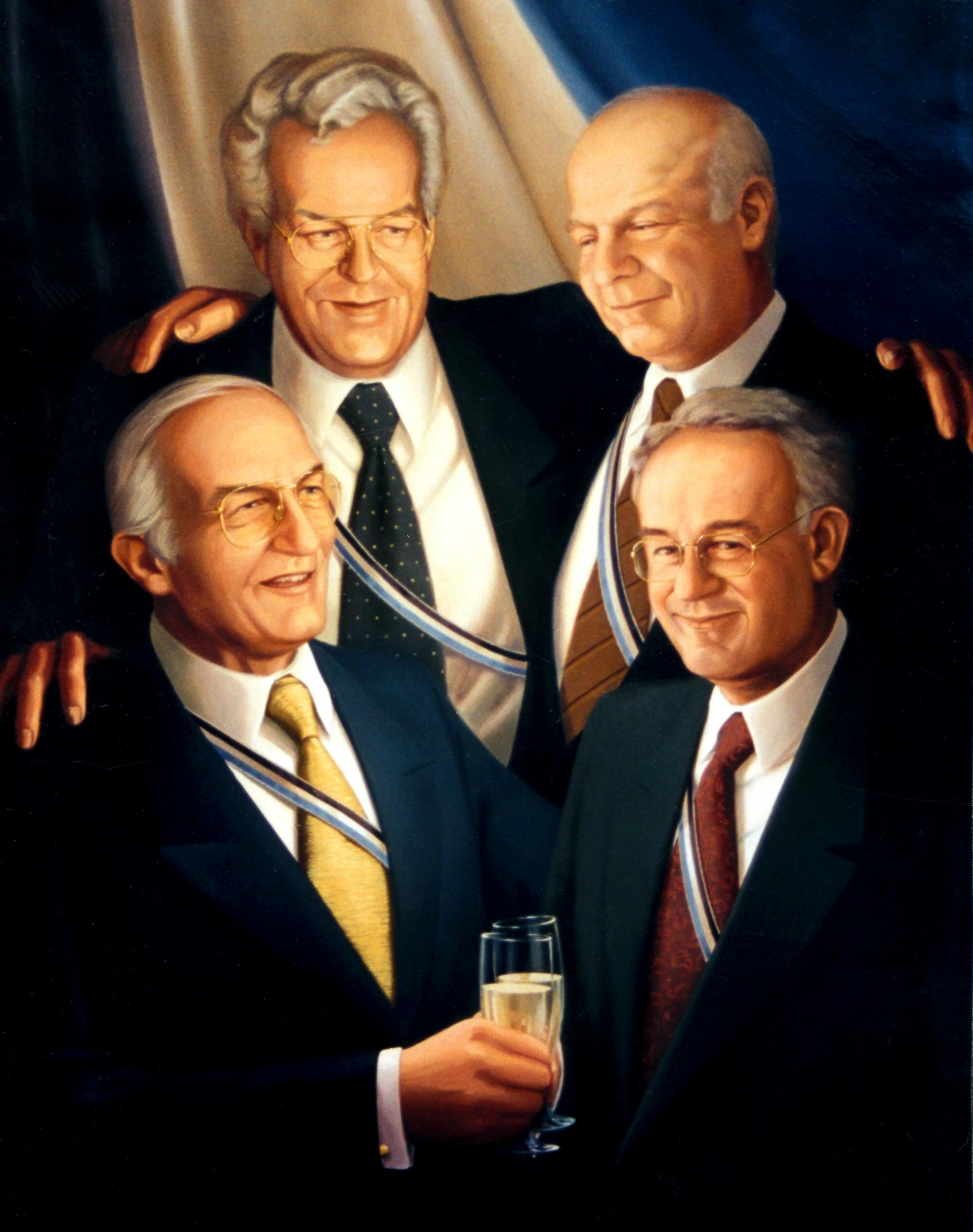
Jagdfreunde

Als leidenschaftlicher Jäger in Tansania auf der Jagd, kam Küßwetter mit zwei Corpsbrüdern bei einem Flugzeugabsturz ums Leben. Der dritte Schwabe starb 14 Tage später in München. Küßwetter hinterließ seine Ehefrau Dagmar geb. Oloff (1946–2008) und drei Töchter. Beerdigt ist er auf dem Friedhof von Ehingen (Mittelfranken).

## Ehrenämter
- Beirat der Deutschen Gesellschaft für Orthopädie und Traumatologie
- Langjähriger Vorsitzender der orthopädischen Ordinarienkonferenz
- Schatzmeister der Deutschen Sektion der Arbeitsgemeinschaft für Osteosynthese
- Herausgeber verschiedener Fachzeitschriften

## Schriften
- mit August Rütt: Der Ursprung der deutschen Orthopädie in Würzburg und ihre Entwicklung zur selbständigen medizinischen Disziplin. In: Würzburger medizinhistorische Mitteilungen. Band 1, 1983, S. 107–124.